# 共同海损
共同海損（general average）是當裝載貨物的船舶為一人或多人所有時，在為了維護全體安危而必須犧牲船貨的情況下，所損失的利益由貨物擁有人共同來分擔，以調整損失程度。

## 外部連結
- 共同海損 （页面存档备份，存于）